# Witiko II. von Krumau
Witiko II. von Krumau (auch Witiko von Krumau, Fraunberg, Skalitz und Ledenitz; tschechisch Vítek z Krumlova; auch Vítek z Krumlova, z Hluboké, ze Skalice, z Ledenic; † 1290) stand in Diensten des böhmischen Königs Wenzel II. Er entstammte dem witigonischen Familienzweig der Herren von Krumau.

## Leben
Witikos Eltern waren Budiwoj von Krumau und Perchta von Falkenstein. Erstmals belegt ist Witiko für das Jahr 1272, als er am 19. März zusammen mit seinen Brüdern Zawisch von Falkenstein und Wok von Krumau eine Urkunde der Brüder Heinrich und Witiko von Rosenberg († 1277) beurkundete, mit der diese dem Stift Hohenfurt das Patronatsrecht über die Kirche von Raabs übertrugen. Am 24. Mai 1284 gab er in Prag zusammen mit seinem Bruder Zawisch und anderen böhmischen Adligen dem König Wenzel II. ein Treuegelöbnis ab und verpflichtete sich zum Frieden mit der Gegenpartei.
Vermutlich wegen des politischen Einflusses seines Bruders Zawisch von Falkenstein bekleidete Witiko von 1284 bis 1286 das Amt des Unterkämmerers von Böhmen. Bereits 1285 wurde er zum Burggrafen auf Frauenberg, ein Jahr später zum Burggrafen von Znaim ernannt und 1288 als Marschall des böhmischen Königreiches bezeichnet.
Letztmals erwähnt wurde Witiko im Jahre 1290, als er zusammen mit seinem Bruder Wok dem Stift Hohenfurt die Dörfer Ulrichschlag, Klein-Drasen und Hohenschlag schenkte. Diese Stiftung sollte dem Seelenheil des am 24. August 1290 hingerichteten Bruders Zawisch von Falkenstein dienen.